# Volodýmyrets
Volodýmyrets (ucraniano: Володи́мирець; polaco: Włodzimierzec) es un asentamiento de tipo urbano de Ucrania perteneciente al raión de Varash en la óblast de Rivne.
En 2018, el asentamiento tenía una población de 9357 habitantes. Desde 2020 es sede de un municipio que abarca, además del asentamiento, los pueblos de Stepanhórod, Dovhovolia, Voronký, Velyki Telkovychi, Beréstivka y otros 16 pequeños pueblos de menos de mil habitantes cada uno.
La localidad fue fundada en tiempos de la Rus de Kiev y a lo largo de su historia estuvo en manos de varias familias nobles polaco-lituanas. Debido a la guerra ruso-polaca (1654-1667), el asentamiento original quedó despoblado, por lo que en 1667 Juan II Casimiro fomentó la repoblación otorgándole el Derecho de Magdeburgo, doce años de exenciones fiscales y tres ferias anuales; esto convirtió a Volodýmyrets en una ciudad dedicada al comercio y la artesanía, pero en el siglo XVIII cayó en declive por la incapacidad de la szlachta para gestionarla y volvió a ser una localidad rural. En la partición de 1795 se incorporó al Imperio ruso, que la integró en la gobernación de Volinia. En 1921 pasó a formar parte de la Segunda República Polaca, hasta que en 1939 se incorporó a la RSS de Ucrania. Adoptó estatus de asentamiento de tipo urbano en 1957. Hasta 2020 fue capital de su propio raión.
Se ubica unos 20 km al noreste de la capital distrital Varash, junto a la carretera T1809 que lleva a Dubrovytsia.

## Pedanías
El municipio incluye los siguientes pueblos como pedanías:
- Beréstivka
- Ostrivtsí
- Bile
- Mali Telkovychi
- Novosilky
- Velyki Telkovychi
- Byshliak
- Voronký
- Lukó
- Dovhovolia
- Zhovkyni
- Krasnosilia
- Zelene
- Lypne
- Liubajý
- Chudlia
- Polovli
- Zelenytsia
- Stepanhórod
- Jýnochi
- Radyzheve